# 12 décembre en sport
12 novembre 12 janvier
Chronologies thématiques
- Croisades
- Ferroviaires
- Disney

Le 12 décembre (346e jour de l'année ou 347e en cas d'année bissextile) en sport.

## Événements

### XXesiècle: de 1951 à 2000
- 1959 :
  - (Sport automobile) : à l'issue du GP des États-Unis, dernière épreuve de la saison, disputée sur le circuit de Sebring, et remportée par Bruce McLaren, Jack Brabham remporte le championnat du monde de Formule 1 au volant d'une Cooper-Climax. Avec 31 points, il devance Tony Brooks (Ferrari, 2e à 4 points) et Stirling Moss (Cooper, 3e à 5,5 points).

### XXIesiècle
- 2003 :
  - (Natation) : à Dublin, Milorad Čavić bat le record du monde du 100 m papillon en petit bassin, lors de la finale des Championnats d'Europe, le portant à 50 s 02.
- 2004 :
  - (Football) : le FC Porto remporte pour la seconde fois la Coupe intercontinentale en battant l'équipe colombienne du Once Caldas aux tirs au but.
- 2015 :
  - (Football /Euro 2016) : tirage au sort de la phase finale de l'Euro 2016 au Palais des congrès de Paris. Il y a 6 groupes, pour 24 équipes, ce qui est une grande première dans un Euro.
- 2016 :
  - (Football /Trophée) : Après 2008, 2013 et 2014, Cristiano Ronaldo remporte son quatrième Ballon d’or. Le Portugais, grand favori après ses succès en Ligue des champions avec le Real Madrid et à l’Euro 2016 avec sa sélection, revient ainsi à une longueur de son grand rival Lionel Messi, sacré à cinq reprises[1].
- 2021 :
  - (Compétition automobile /Formule 1) : Max Verstappen devient le trente-quatrième Champion du monde de Formule 1 et le premier Néerlandais Champion du Monde de l'histoire au terme du Grand Prix automobile d'Abou Dabi, disputé  sur le Circuit Yas Marina, devant Lewis Hamilton et le Finlandais Valtteri Bottas[2].

## Naissances

### XIXesiècle
- 1876 :
  - Alvin Kraenzlein, athlète de sprint de haies et de saut américain. Champion olympique du 60 m, du 110 m haies, du 200 m haies et de la longueur aux Jeux de Paris 1900. († 6 janvier 1928).
  - Édouard Wattelier, cycliste sur route français. Vainqueur de Bordeaux-Paris 1902. († 18 septembre 1957).
- 1879 :
  - Alfred Shrubb, athlète de fond britannique. († 23 avril 1964).
- 1884 :
  - John Heijning, footballeur néerlandais. Médaillé de bronze aux Jeux de Londres 1908. (8 sélections en équipe nationale). († 19 mai 1947).
  - Eddie Livingstone, entraîneur de hockey sur glace puis dirigeant sportif canadien. († 11 septembre 1945).
- 1889 :
  - Otto Scheff, nageur puis homme politique autrichien. Médaillé de bronze du 400m nage libre aux Jeux de Londres 1908. Député du Conseil national de 1945 à 1953. († 26 octobre 1956).
- 1890 :
  - Jean Rigal, footballeur français. (11 sélections en équipe de France). († 5 novembre 1979).
- 1895 :
  - Beattie Ramsay, hockeyeur sur glace canadien. Champion olympique aux Jeux de Chamonix 1924. († 30 décembre 1952).
- 1899 :
  - Red Green, hockeyeur sur glace canadien. († 25 juillet 1966).

### XXesiècle: de 1901 à 1950
- 1901 :
  - Harald Kaarman, footballeur russe puis estonien et ensuite soviétique. (17 sélections avec l'équipe d'Estonie). († 19 août 1942).
- 1906 :
  - Pietro Serantoni, footballeur puis entraîneur italien. Champion du monde de football 1938. (16 sélections en équipe nationale). († 6 octobre 1964).
- 1911 :
  - Mike Karakas, hockeyeur sur glace canadien. († 2 mai 1992).
- 1912 :
  - Henry Armstrong, boxeur américain. Champion du monde poids plumes de boxe de 1937 à 1938, champion du monde poids légers de boxe de 1938 à 1939 puis champion du monde poids welters de boxe de 1938 à 1940. († 23 octobre 1988).
- 1913 :
  - Clint Smith, hockeyeur sur glace puis entraîneur canadien. († 19 mai 2009).
- 1919 :
  - Igor Correa Luna, judoka et professeur d'art martial, († 12 octobre 2000).
- 1920 :
  - Josef Doležal, athlète de marches tchécoslovaque puis tchèque. Médaillé d'argent du 50 km marche aux Jeux d'Helsinki 1952. Champion d'Europe d'athlétisme du 10 km et médaillé du 50 km 1954. († 28 janvier 1999).
- 1924
  - Olivier Gendebien, pilote de courses automobile belge. Vainqueur des 24 Heures du Mans 1958, 1960, 1961 et 1962. († 2 octobre 1998).
- 1925 :
  - Theodore Kennedy, hockeyeur sur glace puis entraîneur canadien. († 14 août 2009).
- 1932 :
  - Jenő Dalnoki, footballeur puis entraîneur hongrois. Champion olympique aux Jeux d'Helsinki 1952 puis médaillé de bronze aux Jeux de Rome 1960. (14 sélections en équipe nationale). († 4 février 2006).
  - Robert E. Lee Pettit, basketteur américain.
- 1934 :
  - Ramón Marsal Ribó, footballeur espagnol. Vainqueur de la Coupe des clubs champions 1956. (1 sélection en équipe nationale). († 22 janvier 2007).
- 1936 :
  - Iolanda Balaș, athlète de saut en hauteur roumaine. Championne olympique aux Jeux de Rome 1960 et aux Jeux de Tokyo 1964. Championne d'Europe d'athlétisme 1958 et 1962. Détentrice du Record du monde du saut en hauteur féminin du 14 juillet 1956 au 1er décembre 1956, du 13 octobre 1957 au 17 novembre 1957 et du 7 juin 1958 au 16 juillet 1961. († 11 mars 2016).
- 1941 :
  - Noël Tijou, athlète de fond français. († 23 septembre 2023)
- 1946 :
  - Emerson Fittipaldi, pilote de F1 brésilien. Champion du monde de Formule 1 1972 et 1974. (14 victoires en Grand Prix).
  - Salif Keïta, footballeur puis dirigeant sportif malien. (11 sélections en équipe nationale). Président de la FMF de 2005 à 2009.
  - Renzo Zorzi, pilote de courses automobile italien. († 15 mai 2015).
- 1950 :
  - Daniel Bouchard, hockeyeur sur glace canadien.
  - Billy Smith hockeyeur sur glace canadien.

### XXesiècle: de 1951 à 2000
- 1951 :
  - Steve Durbano hockeyeur sur glace canadien. († 10 novembre 2010).
- 1962 :
  - Tracy Austin, joueuse de tennis américaine. Victorieuse des US Open de tennis 1979 et 1981, des Masters de tennis 1980, des Fed Cup 1978, 1979 et 1980.
  - Arturo Barrios, athlète de fond mexicain. Détenteur du record du monde du 10 000 m du 18 août 1989 au 5 juillet 1993.
- 1965 :
  - Will Carling, joueur de rugby à XV anglais. Vainqueur des Grand Chelem 1991, 1992, 1995 et du Tournoi des Cinq Nations 1996. (72 sélections en équipe d'Angleterre).
- 1966 :
  - Philippe LaRoche, skieur acrobatique canadien. Médaillé d'argent du saut aux Jeux olympiques de Lillehammer. Champion du monde de ski acrobatique du saut 1991 et 1993.
- 1967 :
  - Hacine Cherifi, boxeur français. Champion du monde poids moyens de boxe de 1998 à 1999.
  - John Randle, joueur de foot U.S. américain.
- 1968 :
  - Mathias Brunet, journaliste sportif et consultant canadien.
- 1969 :
  - Jurgen van den Goorbergh, pilote de vitesse moto, d'enduro et de rallye-raid néerlandais.
  - Wilfred Kirochi, athlète de demi-fond kényan.
- 1970 :
  - Orlando Brown, joueur de foot U.S. américain. († 23 septembre 2011).
- 1972 :
  - Wilson Kipketer, athlète de demi-fond danois. Médaillé d'argent du 800 m aux Jeux de Sydney 2000 et médaillé de bronze aux Jeux d'Athènes 2004.Champion du monde d'athlétisme du 800 m 1995, 1997 et 1999. Champion d'Europe d'athlétisme du 800 m 2002. Détenteur du record du monde du 800 m du 7 juillet 1997 au 22 août 2010.
  - Yeóryios Theodorídis, athlète de sprint grec.
- 1974 :
  - Danièle Irazu, joueuse de rugby à XV française. Victorieuse des Grand Chelem 2002, 2004 et 2005. (76 sélections en Équipe de France).
  - Bernard Lagat, athlète de demi-fond kényan puis américain. Médaillé de bronze du 1 500 m aux Jeux de Sydney 2000 et médaillé d'argent aux Jeux d'Athènes 2004. Champion du monde d'athlétisme du 1 500 m et du 5 000 m 2007. Champion d'Afrique d'athlétisme du 1 500 m 2002.
  - Torger Nergård, curleur norvégien. Champion olympique aux Jeux de Salt Lake City 2002 puis médaillé d'argent aux Jeux de Vancouver 2010. Champion du monde de curling masculin 2014.
  - Eric Nkansah, athlète de sprint ghanéen.
- 1977 :
  - Colin White, hockeyeur sur glace canadien.
- 1978 :
  - Marc Basseng, pilote de courses automobile allemand.
  - Andrea Piccini, pilote de courses automobile italien.
- 1979 :
  - Lesly Bengaber, basketteur français.
  - John Salmons, basketteur américain.
- 1981 :
  - Jeret Peterson, skieur acrobatique américain. Médaillé d'argent du saut acrobatique aux Jeux de Vancouver 2010. († 25 juillet 2011).
- 1982 :
  - Heidi Løke, handballeuse norvégienne. Championne olympique aux Jeux de Londres 2012 puis médaillée de bronze aux Jeux de Rio 2016. Championne du monde de handball féminin 2011 et 2015. Championne d'Europe de handball féminin 2008, 2010 et 2014. Victorieuse des Ligue des champions de handball féminin 2011, 2013, 2014 et 2017. (174 sélections en équipe nationale).
  - Ervin Santana, joueur de baseball dominicain.
  - Dmitri Toursounov, joueur de tennis russe. Vainqueur de la Coupe Davis 2006.
- 1984 :
  - Daniel Agger, footballeur danois. (75 sélections en équipe nationale).
  - Matthieu Ladagnous, cycliste sur route français.
  - Steve Missillier, skieur alpin français. Médaillé d'argent du géant aux Jeux de Sotchi 2014.
  - Dai Murakami, basketteur japonais.
  - Jérémy Perbet, footballeur français.
- 1985 :
  - Andrew Ladd, hockeyeur sur glace canadien.
- 1987 :
  - Ronald Ketjijere, footballeur namibien. (36 sélections en équipe nationale).
- 1988 :
  - Manuel Štrlek, handballeur croate. Médaillé de bronze aux Jeux de Londres 2012. (112 sélections en équipe nationale).
- 1989 :
  - François Heersbrandt, nageur belge.
- 1990 :
  - Nixon Chepseba, athlète de demi-fond kényan.
  - Romarinho, footballeur brésilien. Vainqueur de la Copa Libertadores 2012.
- 1991 :
  - Derrick Gordon, basketteur américain.
- 1993 :
  - Lola De Angelis, joueuse de basket-ball française.
  - Desire Oparanozie, footballeuse nigériane. Championne d'Afrique féminin de football 2010, 2014, 2016 et 2018. (35 sélections en équipe nationale).
  - Szimonetta Planéta, handballeuse hongroise. (38 sélections ne équipe nationale).
- 1994 :
  - Federica Del Buono, athlète italienne spécialiste du demi-fond.
  - Giorgia Spinelli, footballeuse italienne. (1 sélection en équipe nationale).
- 1995 :
  - Manon Barbaza, pentathlonienne française. Médaillée de bronze par équipes aux Championnats d'Europe 2018.
  - Liu Fangzhou, joueuse de tennis chinoise.
  - Marie Mané, basketteuse française.
- 1996 :
  - Pierre Cornud, footballeur français.
- 1997 :
  - Yanis David, athlète de sauts française.
  - Noura Mana, nageuse marocaine.
- 1998 :
  - Tsehay Gemechu, athlète demi-fond éthiopienne. Championne du monde de cross-country par équipes 2019
  - Tornike Jalagonia, joueur de rugby à XV géorgien. (17 sélections en équipe nationale).
- 2000 :
  - Ilyas Chouaref, footballeur franco-algérien.
  - Britt Vanderdonckt, gymnaste acrobatique belge. Médaillée d'argent du concours général par équipes lors des Jeux européens de 2019.

### XXIesiècle
- 2001 :
  - Michael Olise, footballeur français.
- 2004 :
  - Josen Escobar, footballeur colombien.
  - Matija Mitrović, footballeur serbe.

## Décès

### XXesiècle: de 1901 à 1950
- 1934 :
  - Oscar Goerke, 51 ans, cycliste sur piste américain. Médaillé d'argent du 2 miles aux Jeux de Saint-Louis 1904. (° 10 janvier 1883).
  - Thorleif Haug, 40 ans, sauteur à ski, fondeur et skieur de nordique norvégien. Champion olympique du 18km et du 50km du ski de fond puis du combiné nordique aux Jeux de Chamonix 1924. (° 28 septembre 1894).
- 1937 :
  - Edward Gerard, 47 ans, hockeyeur sur glace puis entraîneur canadien. (° 10 octobre 1890).
- 1952 :
  - Paul Jamin, 78 ans, pilote de courses automobile français. (° 27 septembre 1874).

### XXesiècle: de 1951 à 2000
- 1977 :
  - Gaston Delaplane, 95 ans, rameur français. Médaillé d'argent du skiff aux CE d'aviron 1905, champion d'Europe d'aviron du skiff 1906, 1907 et 1908, champion d'Europe d'aviron du huit de pointe et du deux de couple puis médaillé d'argent du skiff 1909, champion d'Europe d'aviron du skiff et du deux de couple 1910 puis champion d'Europe d'aviron du scull et médaillé de bronze du skiff 1911. (° 6 mars 1882).
- 1979 :
  - Charlotte Radcliffe, 76 ans, nageuse britannique. Médaillée d'argent du relais 4 x 100 mètres nage libre des Jeux olympiques de 1920. (° 3 août 1903).
- 1987 :
  - Julien Darui, 71 ans, footballeur puis entraîneur français. (25 sélections en équipe de France). (° 16 février 1916).

### XXIesiècle
- 2005 :
  - Amerigo Cacioni, 97 ans, cycliste sur route italien. (° 3 mai 1908).
- 2006 :
  - Paul Arizin, 78 ans, basketteur américain. (° 9 avril 1928).
  - Cor van der Hart, 78 ans, footballeur néerlandais. (44 sélections en équipe nationale). (° 25 janvier 1928).
- 2007 :
  - Ted Corbitt, 88 ans, athlète d'ulrafond américain. (° 31 janvier 1919 en sport).
  - Hans Hansen, 81 ans, journaliste et dirigeant sportif allemand. Président de la Fédération allemande des sports de 1986 à 1994. (° 13 février 1926).
  - Helmut Sadlowski, 78 ans, footballeur allemand. (° 18 mars 1929).
- 2008 :
  - Örn Clausen, 80 ans, athlète islandais. Vice-champion d'Europe du décathlon en 1950. (° 8 novembre 1928).
  - Élie Pebeyre, 85 ans, joueur de rugby à XV français. (5 sélections en équipe nationale). (° 27 janvier 1923).
- 2010 :
  - Tom Walkinshaw, 64 ans, pilote automobile écossais. (° 14 août 1946).
- 2011 :
  - Sunday Bada, 42 ans, athlète de sprint nigérian. Champion olympique du 4 × 400 m aux Jeux de Sydney 2000. (° 22 juin 1969).
  - Clyde Conner, 78 ans, joueur américain de football américain. (° 18 mai 1933).
  - Heinrich Lohrer, 93 ans, joueur de hockey sur glace suisse. Médaillé de bronze lors du tournoi olympique des Jeux d'hiver de 1948. (° 29 juin 1918).
- 2012 :
  - Per Jacobsen, 88 ans, footballeur norvégien. (° 20 mars 1924 en sport).
  - Luciano Negrini, 92 ans, rameur en aviron italien. Médaillé d'argent du deux de couple avec barreur aux Jeux olympiques de Berlin en 1936. (° 22 juin 1920).
  - David Tait, 25 ans, joueur de rugby à XV anglais. (° 5 juillet 1987).
- 2013 :
  - Angelo Menon, 94 ans, coureur cycliste italien. (° 29 octobre 1919).
- 2018 :
  - Iraj Danaifar, 67 ans, footballeur iranien. (17 sélections en équipe nationale). (° 11 mars 1951 en sport).
- 2019 :
  - Roger Gensane, 85 ans, joueur de rugby à XV français. (7 sélections en équipe nationale). (° 4 février 1934).
  - Jorge Hernández, 65 ans, boxeur cubain. Champion du monde amateur des poids mi-mouches en 1974 puis champion olympique de la même catégorie à Montréal en 1976. (° 17 novembre 1954).
  - Roger Midgley, 95 ans, joueur de hockey sur gazon britannique. Médaillé de bronze lors du tournoi olympique de 1952 à Helsinki. (° 23 novembre 1924).
  - Jazz Muller, 77 ans, joueur de rugby à XV néo-zélandais. (14 sélections en équipe nationale). (° 11 juin 1942).
  - Peter Snell, 80 ans, athlète néo-zélandais de demi-fond. Champion olympique du 800 m en 1960 puis du 800 m et du 1 500 m à Tokyo en 1964. Titulaire du record du monde du 800 m entre 1962 et 1968. (° 17 décembre 1938).
  - Stig Sollander, 93 ans, skieur alpin suédois. Médaillé de bronze du slalom des Jeux olympiques d'hiver de 1956. (° 25 juin 1926).